# Listă de romi
Aceasta este o listă de personalități notabile rome sau de origine romă. Lista este ordonată în funcție de țara de origine.

## Albania
- Anjeza Shahini (n. 2001), cântăreață

## Belgia

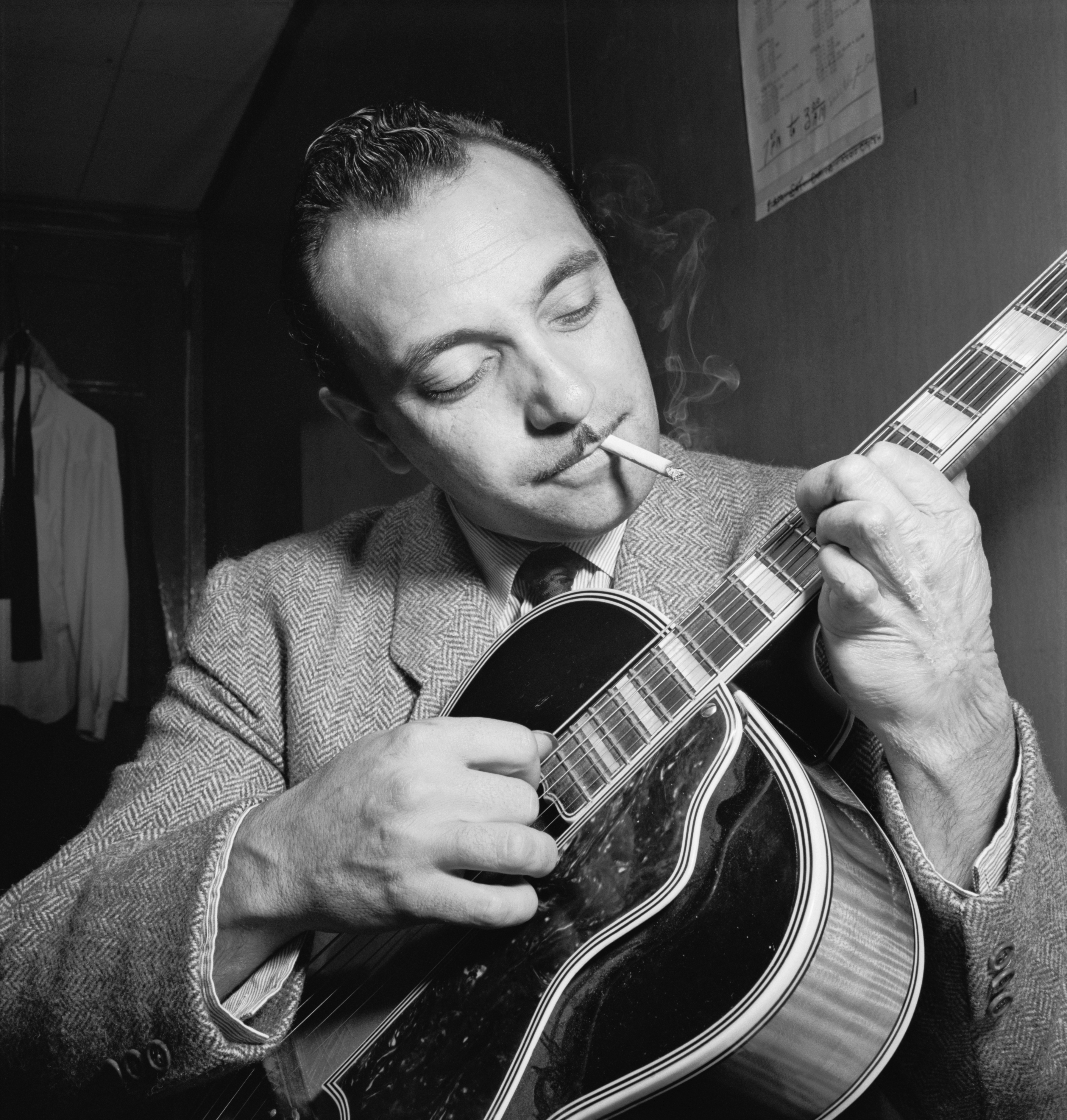
Django Reinhardt

- Django Reinhardt (1910–1953), chitarist și compozitor

## Brazilia

Juscelino Kubitschek

- Juscelino Kubitschek (1902–1976), președinte al Braziliei[1]

## Bulgaria
- Azis (n. 1978), cântăreț
- Anton Pann (1794–1854), compozitor, muzicolog și poet
- Hristo Stoicikov (n. 1966), fotbalist

## Danemarca
- August Krogh (1874–1949), om de știință[1]

## Franța
- Eric Cantona (n. 1966), fotbalist
- André-Pierre Gignac (n. 1985), fotbalist
- Kendji Girac (n. 1996), cântăreț
- Biréli Lagrène (n. 1966), chitarist

## Germania
- Michael Ballack (n. 1976), fotbalist[1]

## Grecia
- Lafcadio Hearn (1850–1904), scriitor
- Christos Patsatzoglou (n. 1979), fotbalist

## Macedonia
- Esma Redžepova (1943–2016), cântăreață, compozitoare și umanitaristă
- Muharem Serbezovski (n. 1950) cantautor

## Marea Britanie

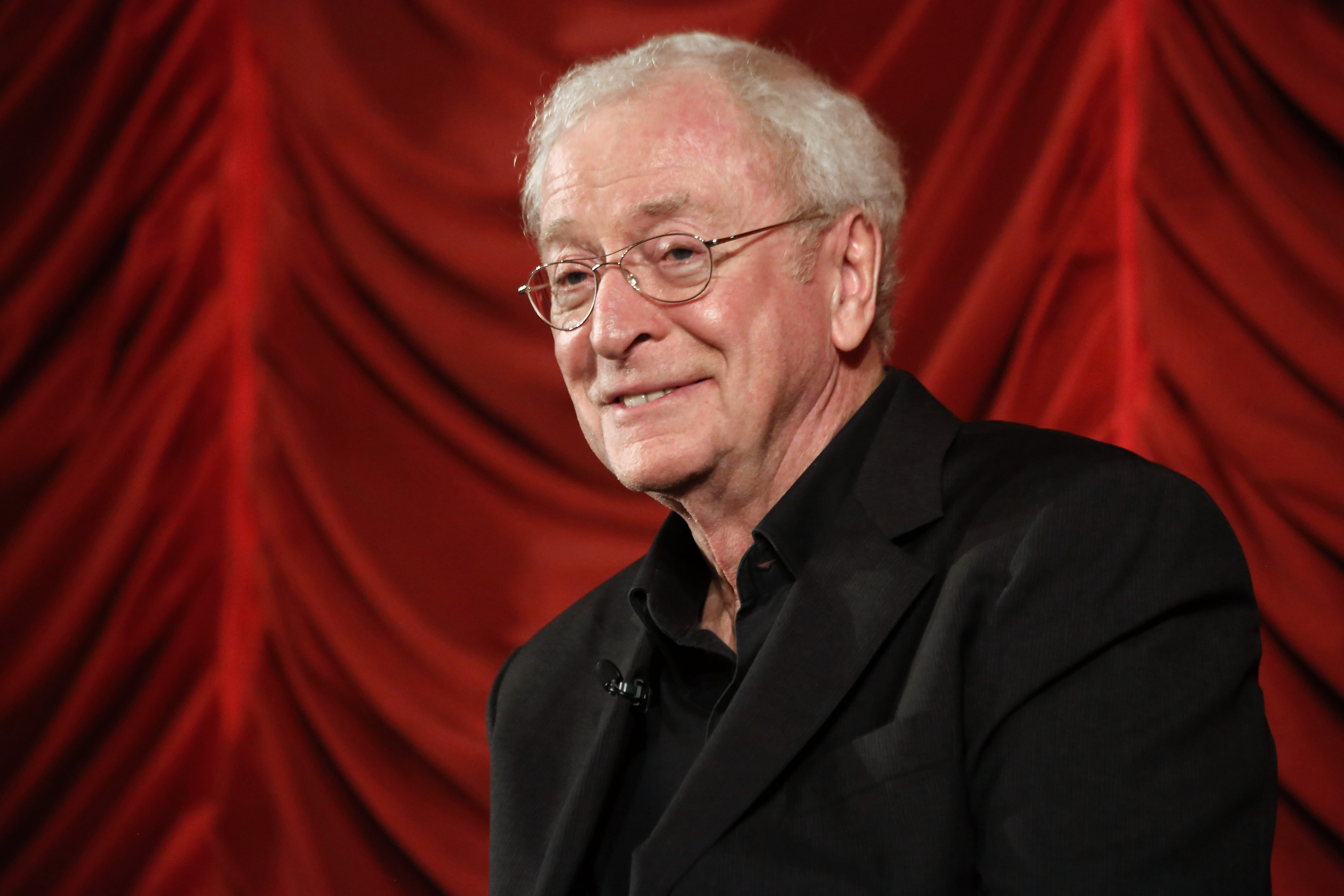
Michael Caine

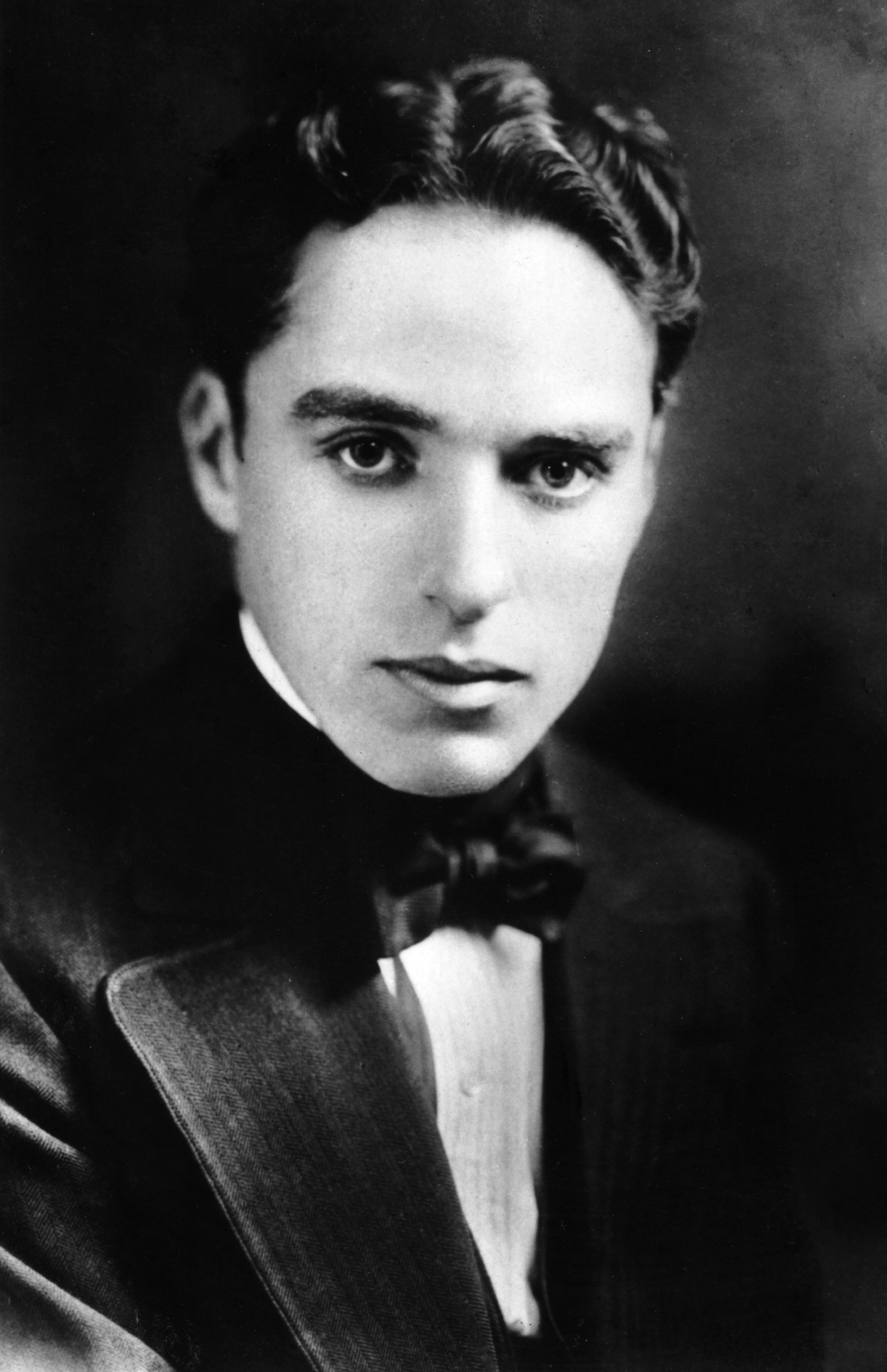
Charlie Chaplin

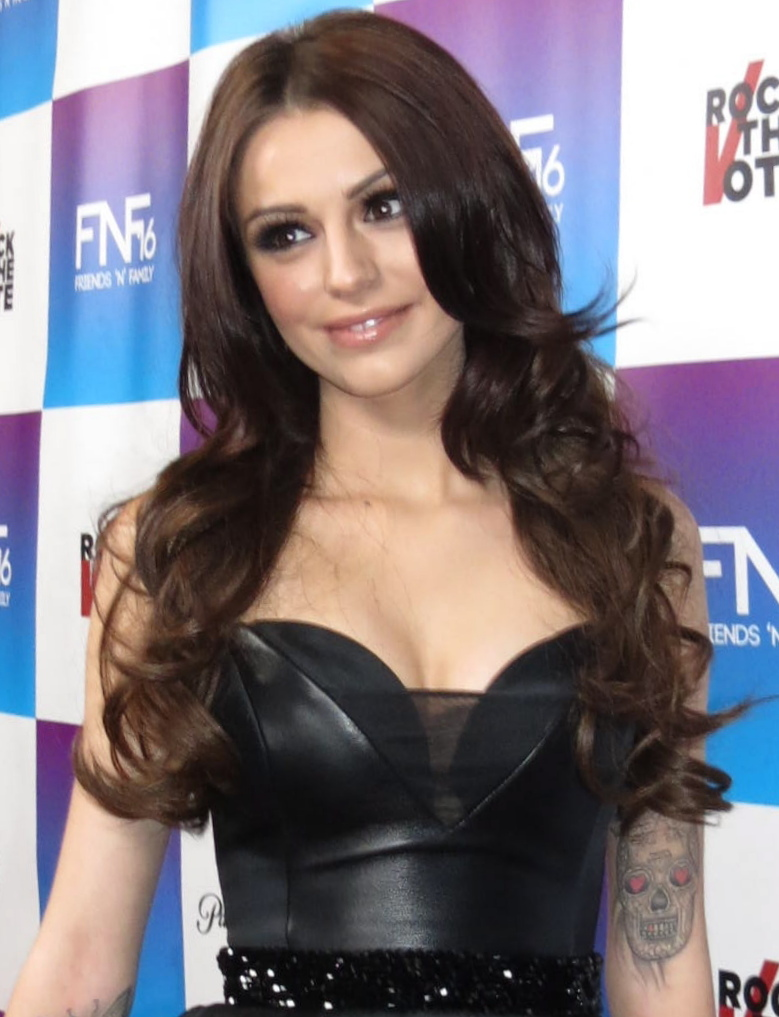
Cher Lloyd

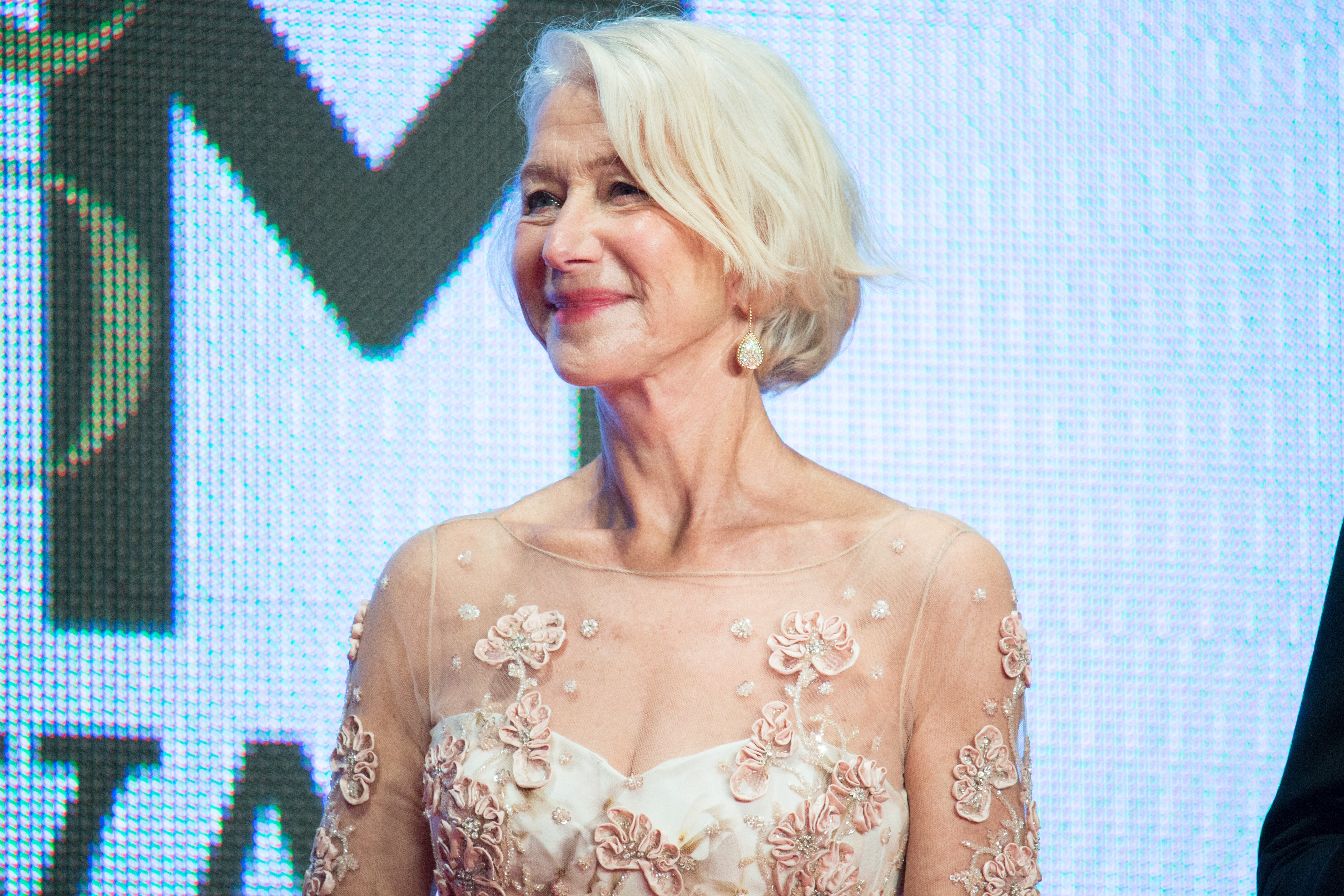
Helen Mirren

- Michael Caine (n. 1933), actor și autor[1]
- Charlie Chaplin (1889–1977), actor, regizor și compozitor[1]
- Bob Hoskins (1942–2014), actor[1]
- Denny Laine (n. 1944), muzician, cântăreț, compozitor și chitarist
- Cher Lloyd (n. 1993), cântăreață, compozitoare, rapper și model[2]
- Robert Plant (n. 1948), cântăreț, compozitor și muzician
- Henry Wood (1869–1944), dirijor
- Ronnie Wood (n. 1947), muzician, cântăreț, compozitor, artist și personalitate de radio

## Muntenegru
- Dejan Savićević (n. 1966), fotbalist

## Polonia

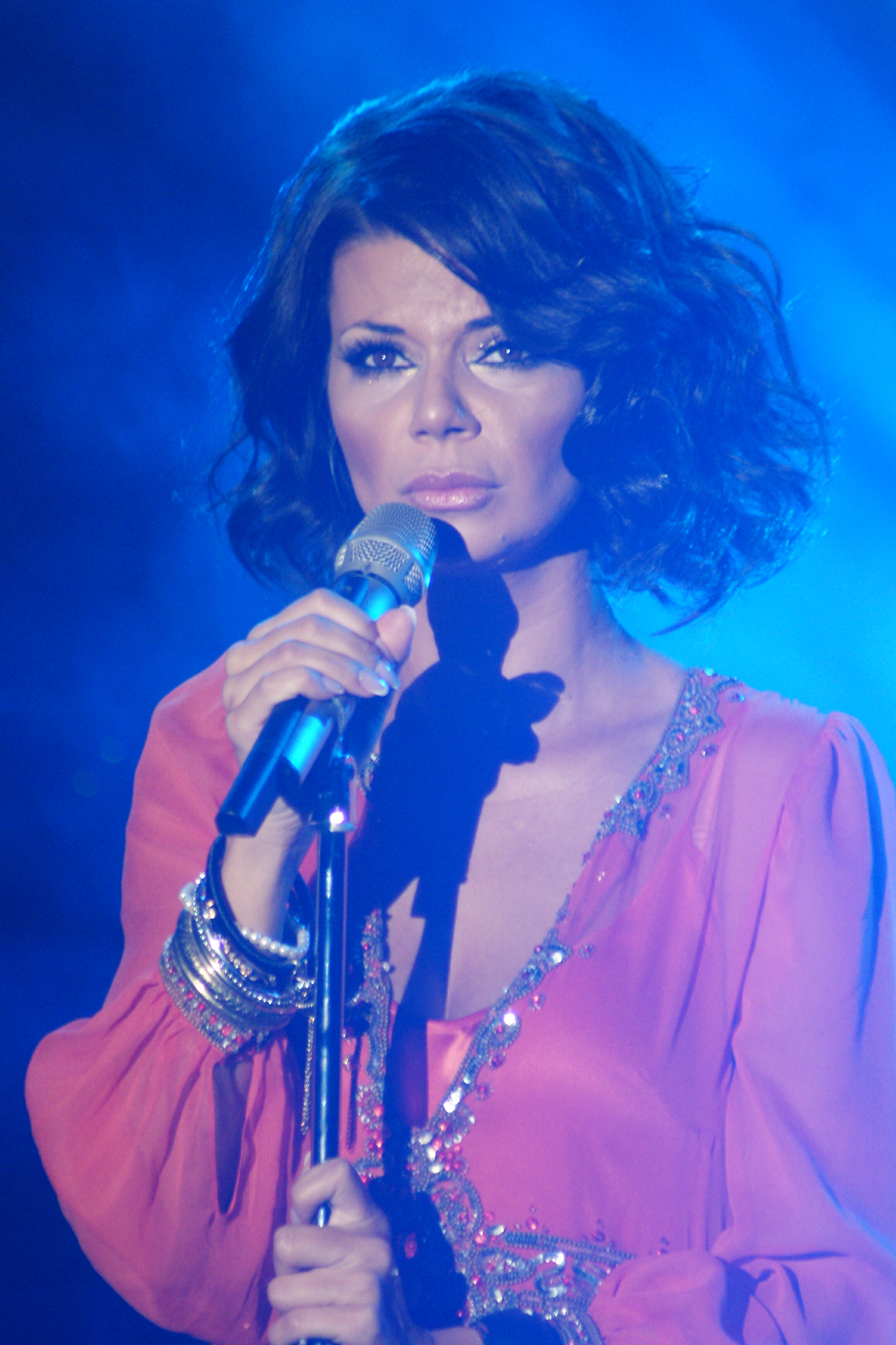
Edyta Górniak

- Edyta Górniak (n. 1972), cântăreață

## Portugalia
- Ricardo Quaresma (n. 1983), fotbalist

## România
- Alex Velea - cântăreț
- Nicole Cherry (n. 1998), cântăreață
- Connect-R (n. 1982), muzician și producător
- Ionel Cordovan (n. 1980), profesor
- Grigoraș Dinicu (1889–1949), violonist și compozitor
- Bănel Nicoliță (n. 1985), fotbalist
- Damian Drăghici (n. 1970) cântăreț, compozitor și politician
- Johnny Răducanu (1931–2011), pianist
- Ștefan Răzvan (d. 1595), domn al Moldovei
- Florin Salam (n. 1979), cântăreț
- Sorin Aurel Sandu, actor[3]
- Alina Șerban (n. 1987), actriță
- Mihaela Ursuleasa (1978–2012), pianistă
- Ion Voicu (1923–1997), violonist și dirijor
- Mădălin Voicu (n. 1952), muzician și politician
- Nicolae Guță (n 1968), cântăreț
- Nicolae Neacșu (1924-2002), lăutar
- Barbu Lăutaru (1780-1858), cântăreț și cobzar
- Cornelia Catangă (1958-2021), interpretă de muzică lăutărească
- Aurel Pădureanu (n. 7 august 1950), interpret de muzică lăutărească
- Cristache Ciolac (1870-1927), violonist și lăutar
- Romica Puceanu (1927-1996), solistă de muzică lăutărească
- Gabi Luncă (1938-2021), cântăreață de muzică lăutărească, populară și religioasă
- Nicolae Gheorghe (n. 12 noiembrie 1946– d. 8 august 2013), activist pentru drepturile omului
- Ion Onoriu (n. 1937 - d. 1998), acordeonist, interpret virtuoz de muzică populară și lăutărească
- Marin Petrache Pechea (n. 1944 - d. 2016), cântăreț român de jazz și saxofonist
- Toni Iordache (1942-1988), virtuoz instrumentist și interpret de muzică populară și lăutărească
- Sile Ungureanu (1930-1972), lăutar și virtuoz acordeonist
- Zavaidoc (Marin Gheorghe Teodorescu) (1896-1945), interpret de muzică populară lăutărească și de romanțe
- Victor Predescu (1912-1984), compozitor, dirijor și violonist
- Nicușor Predescu (1919-1986), dirijor și violonist
- Delia Grigore (1972), etnolog, academician, scriitoare și activistă pentru drepturile romilor
- Fărâmiță Lambru (1927-1974), acordeonist virtuoz și cântăreț
- Ilie Udilă (1930-2002), lăutar și  virtuoz acordeonist
- Doinița Oancea (1983), actriță

## Rusia
- Sofia Kovalevskaia (1850–1891), matematiciană
- Petre Leșcenco (1898–1954), cântăreț

## Serbia
- Rajko Đurić  (1947-2020), sociolog și scriitor rom

## Slovacia
- János Bihari (1764–1827), violonist

## Spania
- Camarón de la Isla (1950–1992), cântăreț
- Dani Güiza (n. 1980), fotbalist
- Jesús Navas (n. 1985), fotbalist
- José Antonio Reyes (1983-2019), fotbalist

## Statele Unite
- Rita Hayworth (1918–1987), actriță și dansatoare[1]

## Ungaria
- György Cziffra (1921–1994), pianist și compozitor
- Lívia Járóka (n. 1974), politiciană
- Viktória Mohácsi (n. 1975), politiciană
- Joci Pápai (n. 1981), cântăreț, rapper și chitarist

## Legături externe
- en  Romany Gypsy Notables, geni.com

## Vezi și
- Romii din Bulgaria
- Romii din Imperiul Otoman